# Hyophila acutipocsii
Hyophila acutipocsii är en bladmossart som beskrevs av Benito C. Tan och Iwatsuki 1993. Hyophila acutipocsii ingår i släktet Hyophila och familjen Pottiaceae. Inga underarter finns listade i Catalogue of Life.